# Zeleni violinist
Zeleni violinist je slika umetnika Marca Chagalla iz leta 1923–24, ki je zdaj v stalni zbirki muzeja Solomon R. Guggenheim v New Yorku. Delo prikazuje goslarja kot osrednjo osebnost, ki se zdi, kot da lebdi ali pleše nad veliko manjšimi strehami megleno sive vasi spodaj. To delo pogosto velja za navdih za naslov muzikala Goslač na streh iz leta 1964.

## Ozadje
Zeleni violinist je bil dokončan po Chagallovi vrnitvi v Pariz po dolgem obisku v njegovi domovini Rusiji. Ta posebna različica je poznejša predelava prejšnje različice, naslikane v Chagallovem drugem ruskem obdobju. Ta različica je bila najverjetneje dokončana, medtem ko je bil original iz leta 1920 prikazan v Parizu. To delo predstavlja temo, ki je skoraj identična predhodni iz leta 1920, Glasbi, ki je bila ena od sedmih slik, ustvarjenih po naročilu Moskovskega državnega judovskega gledališča. Neposredna povezava med Zelenim violinistom in njegovo prejšnjo sliko je bila izrecno vzpostavljena v umetnikovem življenju na njegovi retrospektivi v Muzeju moderne umetnosti.
Leta 1917, v svojem drugem ruskem obdobju, je Chagall začel sprejemati naročila za delo pri gledaliških scenografijah in kostumografiji. Leta 1919 so Chagallu naročili, naj ustvari scenografijo za premierno produkcijo Moskovskega državnega judovskega gledališča Alexisa Granowskega. Susan Compton odlično opisuje fizično postavitev Chagallovega dela v gledališču: »Ko je končal, so njegove slike – v temperi in gvašu na platnu – krasile stene in celo strop gledališča: štiri navpične plošče med okna na eni strani, na teme Glasba, Ples, Drama in Literatura […] in ozek friz, ki prikazuje poročno pojedino […] nad njimi; ena dolga kompozicija, Uvod v judovsko gledališče […], na steni brez okna nasproti; ena plošča, Ljubezen na odru […], med dvema vhodnima vratoma na zadnji strani gledališča; in stropna slika, ki prikazuje leteče zaljubljence[.]« Skozi predmet V zvezi s sliko Uvod v judovsko gledališče se Chagall postavi kot pomemben in odločilen glas za novo smer judovskega gledališča. Obstaja veliko dokazov o močnem vplivu Chagallovega umetniškega sloga na način igranja, ki je bil uporabljen za prvo produkcijo družbe, zbirko kratkih iger, ki jo je napisal Sholem Aleichem.

## Podrobnosti
Slog tega dela odraža avantgardne sloge, ki so bili pogosti v Parizu, potem ko se je Chagall tja preselil leta 1910, vendar je tema zelo indikativna za njegove hasidske korenine v Rusiji. To je še posebej razvidno iz osrednje figure goslača, ki je bil zaradi hasidskega verovanja v doseganje »občestva z Bogom skozi glasbo in ples« »življenjsko prisoten na obredih in festivalih«. To specifično delo, predelava prejšnje slike, dokazuje določeno stopnjo nostalgije za njegovim delom. L. L. Zimmerman piše o Chagallovem slogovnem vplivu na gledališki prostor, ki so ga zasedala njegova dela: »Njegove slike in gledališki dizajni, s popolnim zanemarjanjem tradicionalne matematike prostora in časa, edinstveno izstopajo med drugimi izdelki sodobnega umetniškega in gledališkega prizadevanja.«

## Povezava sGoslač na streh
Povezavo med to sliko in broadwayskim muzikalom iz leta 1964, Goslač na strehi, si različne gledališke skupine, umetnostni zgodovinarji in učenjaki pogosto razlagajo na zelo različne načine. Muzikal črpa izvorni material iz Zgodb Tevye Sholem Aleichem. Dokaze za povezavo med Chagallovo sliko in naslovom muzikala najdemo s postavitvijo dela v kontekst ruske revolucije, saj »uveljavlja prednost specifične etnične kulture pred hegemonijo ruske družbe, iz katere umetnik je bil institucionalno izključen že od mladosti«. Obstajajo tudi dokazi, da je Chagall ljudi v shtetlu, ki so v središču zgodb Sholem Aleichem in posledično Goslača na strehi, pogosto prikazoval v zelo naklonjeni luči. Poleg ideoloških podobnosti med Sholem Aleichemom in Chagallovimi deli argumente za povezavo med sliko in muzikalom krepi dejstvo, da je produkcijo muzikala leta 1964 zasnoval Boris Aronson, ki je napisal tudi eno najzgodnejših monografij na Chagallu.